# Nicola Thost
Nicola Thost (Pforzheim, 3 mei 1977) is een freeride snowboardster en een voormalig halfpipe snowboardster uit Duitsland. Ze vertegenwoordigde haar vaderland op de Olympische Winterspelen 1998 in Nagano en de Olympische Winterspelen 2002 in Salt Lake City op het onderdeel halfpipe. 
In 2002 stopte Thost met haar snowboardcarrière, maar in 2015 kwam ze weer terug als freeride-snowboardster.

## Resultaten

### Snowboarden

#### Olympische Winterspelen
| Jaar | Plaats         | Resultaten   |
| ---- | -------------- | ------------ |
| 1998 | Nagano         | Halfpipe     |
| 2002 | Salt Lake City | 11e Halfpipe |

#### Wereldbeker
Eindklasseringen
| Seizoen   | Algemeen          | Halfpipe           |
| --------- | ----------------- | ------------------ |
| 1996/1997 | 48e 167,00 punten | 17e 1000,00 punten |
| 1997/1998 | 26e 315,00 punten | 5e 2520,00 punten  |
| 2001/2002 | -                 | 13e 1600,00 punten |

Wereldbekerzeges
| Datum            | Plaats       | Onderdeel |
| ---------------- | ------------ | --------- |
| 19 januari 1997  | Kreischberg  | Halfpipe  |
| 26 november 1997 | Hintertux    | Halfpipe  |
| 6 januari 1998   | Sankt Moritz | Halfpipe  |

#### Europabeker
Eindklasseringen
| Seizoen   | Algemeen          | Halfpipe          |
| --------- | ----------------- | ----------------- |
| 2001/2002 | 15e 160,00 punten | 16e 160,00 punten |

### Freeride snowboarden
Eindklasseringen
| Seizoen | Snowboard dames |
| ------- | --------------- |
| 2015    | 7e 3825 punten  |
| 2016    | 8e 1130 punten  |

World tour podiumplaatsen
| Datum           | Plaats      | Onderdeel |
| --------------- | ----------- | --------- |
| 31 januari 2015 | Fieberbrunn | Zilver    |
| 23 januari 2017 | Vallnord    | Zilver    |